# メモリーズオフ 双想 〜Not always true〜
『メモリーズオフ 双想 〜Not always true〜』（メモリーズオフ そうそう ノット オールウェイズ トゥルー）は、MAGES.より2025年4月10日に発売された恋愛アドベンチャーゲーム。
「Memories Offシリーズ」の9作目。シリーズ25周年記念作品。

## 登場人物

### メインキャラクター
久寿米木 一葵（くすめぎ いつき）
声：広瀬裕也
16歳　11月16日生まれ
本作の主人公。慶陽大学付属藤川高校の二年生。
「誰かのために行動すれば、自分も、みんなも幸せになれる」がモットー。
趣味はライトノベルとレトロゲーム。
洲宮 紗絵（すのみや さえ）
声：Lynn
18歳　5月23日生まれ
慶陽大学付属藤川高校の三年生。
学業優秀で特待生。ルサック藤川駅前店でバイトをしている。
天羽 ねね（あまは ねね）
声：加隈亜衣
16歳　12月5日生まれ
慶陽大学付属藤川高校の二年生。
一葵の幼馴染。人当たりがよく、誰からも好かれる人気者。
北方 和音（きたかた かずね）
声：関根瞳
16歳　1月23日生まれ
慶陽大学付属藤川高校の二年生。
文芸部所属の内気な一葵のクラスメイト。
オタク女子で小説の投稿サイトに自ら書いた作品を投稿している。
フェルスター・マリー・暁空（ふぇるすたー・まりー・あきら）
声：藍本あみ
16歳　7月13日生まれ
慶陽大学付属藤川高校の一年生。
スポーツ特待生としてスカウトされ、ドイツから留学してきたスポーツ少女。
実力は世代別代表に選ばれるほど。しかし、素行が悪く問題児でもある。
中森 雪加（なかもり せつか）
声：山根綺
17歳　2月14日生まれ
慶陽大学付属藤川高校の三年生。
不良系ギャルで、自分の言いたいことははっきり言うタイプ。
勉強はかなりできるほうで、姉御肌。
今は進路のことで家出中。
東雲 れい（しののめ れい）
声：永牟田萌
15歳　3月10日生まれ
慶陽大学付属藤川高校の一年生。
頭に大きな赤いリボンが特徴の少女。
ちょっと気弱だけど、オカルトの話になると人が変わったように饒舌になる。

### サブキャラクター
大多喜 新（おおたき あらた）
声：井藤智哉
17歳　6月9日生まれ
慶陽大学付属藤川高校の二年生。
一葵の親友兼悪友。お調子者の残念イケメン。
稲穂 信（いなほ しん）
声：間島淳司
40歳　1月4日生まれ
カフェ「YuKuRu」のマスター。
しかし、YuKuRuが事故により長期休業になってしまい、
現在はルサック藤川駅前店で新人教育トレーナーをしている。
倉内 ひかり（くらうち ひかり）
声：今泉りおな
16歳　6月3日生まれ
慶陽大学付属藤川高校の一年生。
暁空と同じ女子サッカー部。
寮暮らしをしており、暁空と同室で暁空のことが大好き。
南 つばめ（みなみ つばめ）
声：池澤春菜
46歳　5月30日生まれ
慶陽大学付属藤川高校の教師。
シリーズの歴代ヒロインでもあり、Memories Off 2ndでは
浜咲学園高校で夏期講習の臨時教師として教壇に立っていた。
本作では、慶陽大学付属藤川高校で現代文を教えながら文芸部の顧問をしている。

## 主題歌
OP『Not always true』
歌 - 彩音 / 作詞 - 彩音 / 作曲・編曲 - 磯江俊道
ED『箱庭の秘密』
歌 - 彩音 / 作詞 -  川住かつお  / 作曲・編曲 - 磯江俊道